# دی (فیلم)
دی (به هندی: D) فیلمی محصول سال ۲۰۰۵ و به کارگردانی ویشرام ساوانات است. در این فیلم بازیگرانی همچون راندیپ هودا، چانکی پاندی، رخسار رحمان، ایشا کوپیکار، یاشپال شارما، سوشانت سینگ، ذاکر حسین، راجپال یاداو ایفای نقش کرده‌اند.